# Xylophis stenorhynchus
Espèce
Synonymes
- Geophis stenorhynchus Günther, 1875
- Xylophis indicus Beddome, 1878

Statut de conservation UICN

 DD  : Données insuffisantes
Xylophis stenorhynchus est une espèce de serpents de la famille des Xenodermatidae.

## Répartition
Cette espèce est endémique de l'État du Tamil Nadu en Inde. Elle se rencontre vers 1 200 m d'altitude dans les Ghâts occidentaux.

## Taxinomie
Xylophis indicus a été placée en synonymie avec Xylophis stenorhynchus par Boulenger en 1890

## Publication originale
- Günther, 1875 : Second Report on Collections of Indian Reptiles obtained by the British Museum. Proceedings of the Zoological Society of London, vol. 1875, p. 224-234 (texte intégral).